# 대명보초

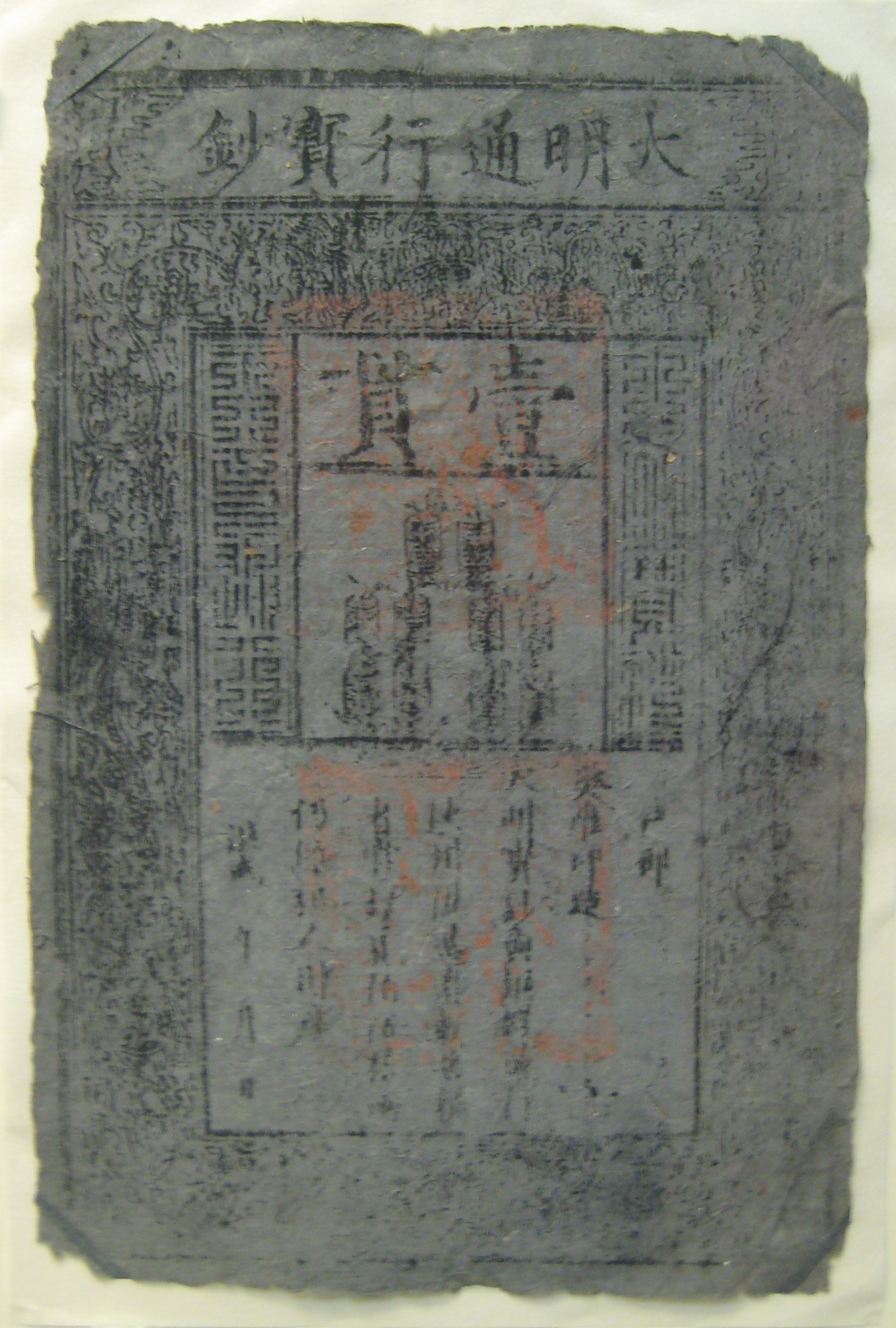
대명통행보초(大明通行寶鈔)의 1관 지폐.

대명보초(大明寶鈔)는 중국 명(明) 왕조에서 발행되었던 지폐로, 명 왕조 270여 년에 걸쳐 통용된 유일한 지폐였다.
홍무(洪武) 8년(1375년)에 처음 제조되었다. 당시 구리의 부족을 겪고 있던 때에 홍무제는 홍무 7년(1374년)에 '초법(鈔法)'을 반포, 보초제거사(寶鈔提擧司)를 설치하고 그 아래에 초지(抄紙), 인초(印鈔) 2국(局)과 보초(寶鈔), 행용(行用) 2고(庫)를 두었다. 이듬해부터 중서성(中書省) 명의로 대명보초를 발행하기 시작하였다.
『대명회전(大明會典)』에 따르면 대명보초는 뽕나무 껍질을 재료로 사각의 모양에 높이가 약 30cm, 폭이 20cm로 세계에서 가장 큰 규모였다. 표면은 질청색으로 테두리에 용과 꽃무늬를 그렸는데 그 윗부분에 가로로 대명통행보초(大明通行寶鈔)라 쓰고 그 아래 좌우에 전서로 여덟 자 '대명보초천하통행'(大明寶鈔天下通行)이라고 세로로 썼다. 그 가운데에 돈꿰미를 그려 넣었는데 열 꿰미를 한 관(貫)으로 하였으며, 그 아래에 '중서성(中書省)에서 상주한 것이 황제의 준허를 받아 대명보초를 찍고 동전과 함께 통행하여 사용하게 되었으니, 위조하는 자는 참수하고 고발하여 체포하는 자는 상으로 은 250량을 주고 위조한 범인의 재산도 준다(中書省奏准印造大明寶鈔, 與銅錢通行使用, 僞造者斬, 告捕者賞銀二百五十兩, 仍給犯人財産.)'라고 썼다. 지폐는 1관(貫), 500문(文), 400문, 300문, 200문, 100문 6등급으로 분류되었다. 1관은 동전 1,000문 혹은 백은(白銀) 1량(兩), 4관은 황금 1량과 같은 액면가를 지녔다. 대명보초를 처음 발행할 때 쌀 1섬(石)이 보초 1관에 해당하였다.
홍무 22년(1389년)에 명 조정은 또 10문(拾文), 20문(貳拾文), 30문(參拾文), 40문(肆拾文), 50문(伍拾文) 다섯 종류의 작은 지폐를 발행했는데, 표면의 폭이 비교적 작았다. 영락(永樂) 연간 이후로도 대명보초에 새겨지는 연호는 홍무 연호로 유지되었고, 민간에서 황금과 백은으로 거래하는 것을 금지했다.
대명보초는 당시에 뽕나무 껍질로 만든 종이에 인쇄 제작했다. 뽕나무 껍질로 만든 종이인 상피지(桑皮紙)는 한피지(漢皮紙)라고도 해서 전적(典籍) 등의 서책을 제작하는 데에 널리 쓰였으며, 질적으로도 매우 두꺼운 것이었다. 홍무 13년(1380년) 도초법(倒鈔法)을 세워서 다 닳은 보초를 새 보초로 바꿀 수 있게 허용하면서 대신 수수료를 내도록 하였다.
보초가 계속 가치 하락이 되는 문제를 해결하기 위하여, 명조는 여러 방식을 통하여 보초가 회수되게 하였다. 예를 들어 '호구식염법(戶口食鹽法)'이나 문탄세(門攤稅) 등이 있었다. 선덕(宣德) 원년(1426) 규정에 의하면, '각처의 장벌(贓罰, 벌금)은 모두 보초로 절색(折色, 원래 물품을 다른 것으로 비꾸는 것)하여 회수하되, 보초가 새 것인지 낡은 것인지 색이 바랬던지 헐거워졌든지 상관 없이 모두 거둬들이게 하라. 보초로 납부하기를 원하지 않는 자는 본색(本色, 원래 납부하는 물품)으로 납부하는 것을 허한다(令各處贓罰俱折收鈔, 不分新舊昏軟悉收. 不愿納鈔者, 聽納本色)'고 하였다. 또한 객상(客商)에게는 금과 은으로 교역하게 하고, 화물 가운데 가격이 오른 것을 숨긴 자는 모두 보초를 벌금으로 낸다 (又令客商以金銀交易, 及藏匿貨物高增價值者, 皆罰鈔)고 하였다. 그러나 선덕 10년(1435) 이후  명 조정은 점점 보초 회수 정책을 포기하였으며, 초법(鈔法)으로 세금을 추가 징수하는 것도 계속 줄여나가면서, 보초 가치 하락은 결국 통제하지 못하였다. 이외에 명대 정부는 현대의 은행지급준비금 인식도 없었으며, 행정 권력이 보초 사용 추동을 강행하기만 하여, 시장 유통 지폐가 점점 많아졌고 보초의 범람이 재앙이 되면서, 발행 당년에는 통화팽창이 발생하였다. 홍무 22년(1389)을 전후해서 대명보초의 가치는 올랐다가 내려갔다를 반복했는데, 강서(江西)와 복건(福建) 일대의 경우 2관의 대명보초로 겨우 동전 500문만 바꿀 수 있었다. 홍무 연간에 처음 발행할 당시 1관이 동전 1천 문 또는 백은 1량이었던 대명보초의 액면가는 영락제가 즉위했던 1402년에는 대명보초 1천 관이 백은 12량, 금 2.5냥의 가치를 지닐 만큼 떨어져 있었다.
또한 영락 2년(1404년) 한때 쌀 1섬이 대명보초 1백 관까지 오르거나 영락 5년(1407년)에는 쌀 한 섬의 값이 보초 30관이었고 선덕(宣德) 초년에는 쌀값이 대명보초 50관에 해당했던 것이 선덕 7년(1432년)에는 대명보초 1관이 동전 5문 정도의 가치밖에 지니지 못하였다. 정통(正統) 9년(1444년) 쌀 1섬 값은 마침내 보초 1백 관을 넘었으며, 대명보초는 통용 기능을 잃어 '가게에 쌓여 있어도 사람들이 외면하고 지나갈 정도였다(積之市肆, 過者不顧)'고 한다. 정통 원년(1436년), 영종(英宗)은 금은령(禁銀令)을 폐지하였다. 정덕(正德) 연간에 대명보초는 사실상 폐지된 것이나 다름없었다. 그 뒤 명 왕조는 다시 지폐를 발행하지 않았다. 『옥경신담(玉鏡新譚)』에는 희종(熹宗) 숭정제(崇禎帝)가 자주 새로운 보초를 가지고 신하들에게 상으로 내렸다고 기록되어 있다.